# 八尾町宮腰
八尾町宮腰（やつおまちみやのこし）は、富山県富山市の大字である。

## 概要
久婦須川中流右岸に位置する。かつては『宮腰村』という名称で、楡原郷、富山藩所属で、1870年より黒瀬組に所属、1889年から婦負郡黒瀬谷村の大字となり、1953年より上谷の一部を編入し、同年に八尾町の所属を経て、2005年に八尾町が富山市に合併されたことに伴い、現在の名称に改められた。

## 交通
- 富山県道199号掛畑井田新線